# Список бабок Нідерландів
У складі фауни Нідерландів зафіксовано 65 видів бабок (Odonata). Цей список базується на інформації, отриманій від Butterfly Foundation.

## Родина Красуні (Calopterygidae)
| Українська назва                 | Нідерландська назва | Латинська назва      | Автор таксона  | Поширення у Нідерландах                                                              | Зображення |
| Родина: Красуні (Calopterygidae) |                     |                      |                |                                                                                      |            |
| Красуня діва                     | Bosbeekjuffer       | Calopteryx virgo     | Linnaeus, 1758 | У Нідерландах поширення обмежене Північним Брабантом, Лімбургом, Ахтергуком і Твенте |            |
| Красуня блискуча                 | Weidebeekjuffer     | Calopteryx splendens | Harris, 1782   | Поширений на сході, в центрі та на півдні                                            |            |

## Родина Лютки (Lestidae)
| Українська назва         | Нідерландська назва     | Латинська назва      | Автор таксона        | Поширення у Нідерландах                                                               | Зображення |
| Родина: Лютки (Lestidae) |                         |                      |                      |                                                                                       |            |
| Сіролютка руда           | Bruine winterjuffer     | Sympecma fusca       | Linden, 1820         | досить поширений в дюнах і на піщаних ґрунтах                                         |            |
| Сіролютка кільчаста      | Noordse winterjuffer    | Sympecma paedisca    | Brauer, 1877         |                                                                                       |            |
| Лютка повільна           | Zwervende pantserjuffer | Lestes barbarus      | Fabricius, 1798      | У Нідерландах він поширений в дюнах і досить поширений на внутрішніх піщаних ґрунтах. |            |
| Лютка-дріада             | Tangpantserjuffer       | Lestes dryas         | Kirby, 1890          | У Нідерландах досить поширений в Дренте і в дюнах.                                    |            |
| Лютка-наречена           | Gewone pantserjuffer    | Lestes sponsa        | Hansemann, 1823      |                                                                                       |            |
| Лютка ясно-зелена        | Tengere pantserjuffer   | Lestes virens        | Charpentier, 1825    |                                                                                       |            |
| Лютка зелена             | Houtpantserjuffer       | Chalcolestes viridis | Vander Linden, 1825) | Досить поширений                                                                      |            |

## Родина Стрілки (Coenagrionidae)
| Українська назва                 | Нідерландська назва   | Латинська назва       | Автор таксона     | Поширення у Нідерландах | Зображення |
| Родина: Стрілки (Coenagrionidae) |                       |                       |                   | |            |
| Вогнетілка-русалонька            | Vuurjuffer            | Pyrrhosoma nymphula   | Sulzer, 1776      | Досить поширений |            |
| Стрілка-дівчина                  | Azuurwaterjuffer      | Coenagrion puella     | Linnaeus, 1758    | Повсюдно |            |
| Стрілка списоносна               | Speerwaterjuffer      | Coenagrion hastulatum | Charpentier, 1825 | У Нідерландах цей вид дуже рідкісний і обмежений кількома місцями в Північному Брабанті , Ахтергуку та Твенте.                                                     |            |
| Стрілка чудова                   | Variabele waterjuffer | Coenagrion pulchellum | Linden, 1823      | У Нідерландах зустрічається локально у великих кількостях у низьких торф'яних районах.                                                                             |            |
| Стрілка весняна                  | Maanwaterjuffer       | Coenagrion lunulatum  | Charpentier, 1840 | Зустрічається досить рідко |            |
| Стрілка гарна                    | Gaffelwaterjuffer     | Coenagrion scitulum   | Rambur, 1842      | |            |
| Стрілка озброєна                 | Donkere waterjuffer   | Coenagrion armatum    | Charpentier, 1840 | Рідкісний, вважався вимерлим, але був знову відкритий у кількох місцях Верріббена                                                                                  |            |
| Стрілка Ліндена                  | Kanaaljuffer          | Erythromma lindenii   | Sélys, 1840       | Рідкісний на південному сході країни |            |
| Червоноочка-наяда                | Grote roodoogjuffer   | Erythromma najas      | Hansemann, 1823   | Досить поширений |            |
| Червоноочка зелена               | Kleine roodoogjuffer  | Erythromma viridulum  | Charpentier, 1840 | Досить поширений |            |
| Еналягма чашоносна               | Watersnuffel          | Enallagma cyathigerum | Charpentier, 1840 | Досить поширений, рідкісний на півночі |            |
| Тонкохвіст елегантний            | Lantaarntje           | Ischnura elegans      | Linden, 1820      | Досить поширений |            |
| Тонкохвіст маленький             | Tengere Grasjuffer    | Ischnura pumilio      | Charpentier, 1825 | Рідкісний |            |
|                                  | Koraaljuffer          | Ceriagrion tenellum   | de Villers, 1789  | В основному зустрічається на піщаних ґрунтах Дренте та прилеглих Фрісландії , Оверейсела , Ахтергука , Північного Брабанту та Лімбурга . Менш поширений на Велюве. |            |

## Родина Плосконіжки (Platycnemididae)
| Українська назва                      | Нідерландська назва      | Латинська назва      | Автор таксона | Поширення у Нідерландах                                                                                | Зображення |
| Родина: Плосконіжки (Platycnemididae) |                          |                      |               | |            |
| Плосконіжка звичайна                  | Blauwe breedscheenjuffer | Platycnemis pennipes | Pallas, 1771  | У Нідерландах лише на піщаних ґрунтах Дренте, Оверейсела, Північного Брабанту та Центрального Лімбурга |            |

## Родина Коромисла (Aeschnidae)
| Українська назва               | Нідерландська назва    | Латинська назва     | Автор таксона      | Поширення у Нідерландах | Зображення |
| Родина: Коромисла (Aeschnidae) |                        |                     |                    | |            |
| Дозорець малий                 | Zuidelijke keizerlibel | Anax parthenope     | Sélys, 1839        | Рідкісний вид, його можна спостерігати по всій території Нідерландів. |            |
| Дозорець швидкий               | Zadellibel             | Anax ephippiger     | Burmeister, 1839   | Рідкісний бродяга з Африки |            |
| Дозорець-імператор             | Grote keizerlibel      | Anax imperator      | Leach, 1815        | Досить поширений |            |
| Коромисло мале                 | Paardenbijter          | Aeshna mixta        | Latreille, 1805    | У Нідерландах скакуна можна зустріти всюди, з концентрацією спостережень уздовж узбережжя. |            |
| Коромисло зеленобоке           | uidelijke glazenmaker  | Aeshna affinis      | Linden, 1820       | Досить поширений |            |
| Коромисло руде                 | Vroege glazenmaker     | Aeshna isoceles     | Müller, 1767       | Вид був досить рідкісним у Нідерландах до 1990 року, але відтоді став більш поширеним. |            |
| Коромисло синє                 | Blauwe glazenmaker     | Aeshna cyanea       | O. F. Müller, 1764 | Досить поширений |            |
| Коромисло очеретяне            | Venglazenmaker         | Aeshna juncea       | Linnaeus, 1758     | У Нідерландах вид досить поширений на високих піщаних ґрунтах, де трапляються вересові болота та верхові болота.                                                                                                   |            |
|                                | Noordse glazenmaker    | Aeshna subarctica   | Walker, 1908       | Розповсюдження в Нідерландах обмежене верховими болотами в Дренте, прилеглій Фрісландії та дуже локально в Оверейсселі. До 1955 року вид також був знайдений у кількох місцях у Північному Брабанті та Лімбурзі.   |            |
| Коромисло велике               | Bruine glazenmaker     | Aeshna grandis      | Linnaeus, 1758     | Вид поширений на більшій частині території Нідерландів |            |
| Коромисло зелене               | Groene glazenmaker     | Aeshna viridis      | Eversmann, 1836    | Великі популяції зустрічаються в торф'яних районах південної та східної Фрісландії , Гронінгені , верхів'ї Оверейсела , торф'яних районах регіону Заан і низьких торф'яних районах Утрехта та Південної Голландії. |            |
| Короткочеревець лучний         | Glassnijder            | Brachytron pratense | Müller, 1764       | У великих торф’яних болотах і в частині річкової зони. |            |

## Родина Дідки (Gomphidae)
| Українська назва          | Нідерландська назва | Латинська назва          | Автор таксона              | Поширення у Нідерландах                                                                                                 | Зображення |
| Родина: Дідки (Gomphidae) |                     |                          |                            | |            |
| Дідок звичайний           | Beekrombout         | Gomphus vulgatissimus    | Linnaeus, 1758             | У Нідерландах поширений у східному Північному Брабанті, Лімбурзі, річковій зоні, Ахтергуку, Твенте та Оверейселсе Вехт. |            |
| Дідок жовтоногий          | Rivierrombout       | Gomphus flavipes         | Charpentier, 1825          | З 1902 року вид зник з Нідерландів. Однак у 1996 році був знайдений знову.                                              |            |
| Офіогомфус рогатий        | Gaffellibel         | Ophiogomphus cecilia     | Geoffroy in Fourcroy, 1785 | У Нідерландах зустрічається лише вздовж річок Роер і Свальм у Лімбурзі.                                                 |            |
| Оніхогомфус кліщоносний   | Kleine tanglibel    | Onychogomphus forcipatus | Linnaeus, 1758             | У Нідерландах вид лише іноді можна побачити вздовж річки Роер у Лімбурзі.                                               |            |

## Родина Кордулегастерові (Cordulegastridae)
| Українська назва                            | Нідерландська назва | Латинська назва        | Автор таксона | Поширення у Нідерландах                                                          | Зображення |
| Родина: Кордулегастерові (Cordulegastridae) |                     |                        |               |                                                                                  |            |
| Кордулегастер кільчастий                    | Gewone bronlibel    | Cordulegaster boltonii | Donovan, 1807 | У Нідерландах він зустрічається лише в Лімбурзі та східному Північному Брабанті. |            |

## Родина Кордуліїди (Corduliidae)
| Українська назва                 | Нідерландська назва | Латинська назва            | Автор таксона       | Поширення у Нідерландах | Зображення |
| Родина: Кордуліїди (Corduliidae) |                     |                            |                     | |            |
| Зеленотілка металева             | Metaalglanslibel    | Somatochlora metallica     | Vander Linden, 1825 | У Нідерландах металева бабка поширена на внутрішніх піщаних ґрунтах і в низинних торфовищах. |            |
| Зеленотілка північна             | Hoogveenglanslibel  | Somatochlora arctica       | Zetterstedt, 1840   | У Нідерландах деякі популяції розташовані на верхових болотах на крайньому сході Гелдерланда та Оверейсела, на крайньому півдні Північного Брабанту та в Південному Лімбурзі. Вражає те, що всі локації знаходяться поблизу кордонів Німеччини та Бельгії. |            |
| Зеленотілка жовтоплямиста        | Gevlekte glanslibel | Somatochlora flavomaculata | Linden, 1825        | У Нідерландах в основному зустрічається в низинних торф’яних районах Північних Нідерландів, Кемпен у Північному Брабанті та Центральному Лімбурзі. |            |
| Епітека двоплямиста              | Tweevlek            | Epitheca bimaculata        | Charpentier, 1825   | Єдине голландське спостереження походить з району Арнема. |            |
| Кордулія бронзова                | Smaragdlibel        | Cordulia aenea             | Linnaeus, 1758      | У Нідерландах вид поширений на великій території, за винятком прибережних провінцій. |            |

## Родина Бабки справжні (Libellulidae)
| Українська назва                      | Нідерландська назва    | Латинська назва           | Автор таксона      | Поширення у Нідерландах | Зображення |
| Родина: Бабки справжні (Libellulidae) |                        |                           |                    | |            |
| Рівночеревець синіючий                | Beekoeverlibel         | Orthetrum coerulescens    | Fabricius, 1798    | . У Нідерландах ця бабка є досить рідкісною, вона зустрічається в Лімбурзі, східному Північному Брабанті, Ахтергуку, Твенте, Салланді та Велюве.                                             |            |
| Рівночеревець коричневий              | Zuidelijke oeverlibel  | Orthetrum brunneum        | Fonscolombe, 1837  | У Нідерландах бабка є рідкісною, з деякими популяціями в Південному Лімбурзі та Ахтергуку.                                                                                                   |            |
| Рівночеревець решітчастий             | Gewone oeverlibel      | Orthetrum cancellatum     | Linnaeus, 1758     | У Нідерландах цей вид поширений і його можна зустріти в багатьох різних місцях існування, але з меншою щільністю в прибережній смузі Гронінгена, Фрісландії та верхівки Північної Голландії. |            |
| Тонкочеревець криваво-червоний        | Bloedrode heidelibel   | Sympetrum sanguineum      | O. F. Müller, 1764 | Повсюдно |            |
| Тонкочеревець смугастий               | Bruinrode heidelibel   | Sympetrum striolatum      | Charpentier, 1840  | Повсюдно |            |
| Тонкочеревець південний               | Zuidelijke heidelibel  | Sympetrum meridionale     | Sélys, 1848        | У Нідерландах вид є дуже рідкісним бродягом, якого спостерігали від Лімбурга до Фрісландії та від дюн до Твенте                                                                              |            |
| Тонкочеревець перев'язаний            | Bandheidelibel         | Sympetrum pedemontanum    | Allioni, 1776      | Вид досить рідкісний у Нідерландах, але з 1999 року швидко став більш поширеним. |            |
| Тонкочеревець сплющений               | Kempense heidelibel    | Sympetrum depressiusculum | Sélys, 1841        | У Нідерландах цей вид в основному зустрічається в Кемпені та Верріббені та навколо них. У Фландрії є досить велике населення.                                                                |            |
| Тонкочеревець чорний                  | Zwarte heidelibel      | Sympetrum danae           | Sulzer, 1776       | |            |
| Тонкочеревець Фонсколомба             | Zwervende heidelibel   | Sympetrum fonscolombii    | Sélys, 1840        | Досить поширений |            |
| Тонкочеревець звичайний               | Steenrode heidelibel   | Sympetrum vulgatum        | Linnaeus, 1758     | Досить поширений |            |
| Тонкочеревець жовтий                  | Geelvlekheidelibel     | Sympetrum flaveolum       | Linnaeus, 1758     | Досить поширений |            |
| Шафранка червона                      | Vuurlibel              | Crocothemis erythraea     | Brullé, 1832       | У Нідерландах вид поширений по всій країні, але все ще можна побачити чіткий градієнт з півночі на південь.                                                                                  |            |
| Бабка чотириплямиста                  | Viervlek               | Libellula quadrimaculata  | Linnaeus, 1758     | Досить поширений |            |
| Бабка плоска                          | Platbuik               | Libellula depressa        | Linnaeus, 1758     | Досить поширений |            |
| Бабка руда                            | Bruine korenbout       | Libellula fulva           | Müller, 1764       | Досить поширений |            |
| Білоноска червонувата                 | Noordse witsnuitlibel  | Leucorrhinia rubicunda    | Linnaeus, 1758     | Досить поширений на торфовищах |            |
| Білоноска маленька                    | Venwitsnuitlibel       | Leucorrhinia dubia        | Linden, 1825       | Досить поширений |            |
| Білоноска болотна                     | Gevlekte witsnuitlibel | Leucorrhinia pectoralis   | Charpentier, 182   | Досить поширений на торфовищах |            |